# 克爾納岩

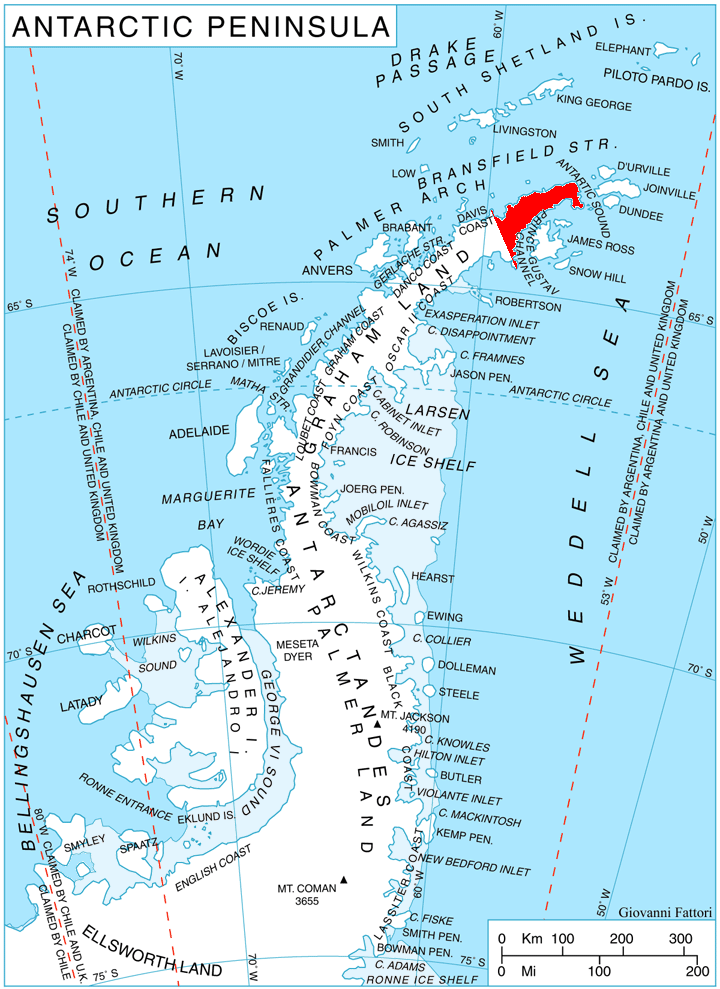

克爾納岩（英語：Koerner Rock）是南極洲的岩石，位於葛拉漢地的特里尼蒂半島，處於迪布澤角西南面7公里和亞戈迪納穹丘東南面4公里，以氣象學家Roy M. Koerner命名。

## 地圖
- Trinity Peninsula. Scale 1:250000 topographic map.  Institut für Angewandte Geodäsie and British Antarctic Survey, 1996.[1]